# Primera División 2020-2021 (Spagna)
La Primera División 2020-2021, commercialmente denominata Liga Santander per motivi di sponsor, è stata la 90ª edizione del campionato spagnolo di calcio disputato tra il 12 settembre 2020 e il 23 maggio 2021 e concluso con la vittoria dell'Atlético Madrid, al suo undicesimo titolo.
Capocannoniere del torneo è stato Lionel Messi (Barcellona) con 30 reti.

## Stagione

### Novità
Dalla stagione precedente sono state retrocesse Leganés, Maiorca ed Espanyol. Dalla Segunda División sono state promosse Cadice, Huesca ed Elche, che si sono classificate rispettivamente in 1ª, 2ª e 6ª posizione. L'Elche ha guadagnato la promozione vincendo i play-off, battendo in finale il Girona, pareggiando 0-0 all'andata e vincendo 1-0 al ritorno.
Le comunità autonome più rappresentate sono i Paesi Baschi (Alavés, Athletic Bilbao, Eibar, Real Sociedad), l'Andalusia (Betis, Cadice, Granada e Siviglia) e la Comunità Valenciana (Elche, Levante, Valencia, Villarreal) con quattro squadre ciascuna. Seguono, la Comunità autonoma di Madrid (Atletico Madrid, Getafe e Real Madrid) con tre, l'Aragona (Huesca), Castiglia e León (Real Valladolid), la Catalogna (Barcellona), la Galizia (Celta Vigo) e la Navarra (Osasuna), con una squadra a testa.

### Formula
Al torneo hanno partecipato 20 squadre che si sono sfidate in un girone all'italiana secondo la struttura più consueta dei campionati calcistici moderni. Ogni partecipante doveva sfidare tutti gli altri per due volte: la prima nel girone d'andata, l'altra nel girone di ritorno. L'ordine in cui venivano affrontate le altre squadre era stabilito dal calendario, il quale prevedeva che tutte le partite del girone d'andata fossero ripetute nel girone di ritorno, con l'inversione del terreno di gioco. Venivano assegnati tre punti per la vittoria, uno per il pareggio e zero per la sconfitta, indipendentemente dal fattore campo.
Le prime quattro classificate si sono qualificate per la fase a gironi di UEFA Champions League, mentre hanno avuto accesso all'UEFA Europa League la 5ª classificata e la vincitrice della Coppa del Re 2020-2021. La 6ª classificata ha avuto accesso ai play-off della UEFA Europa Conference League, la nuova competizione calcistica continentale organizzata dalla UEFA a partire dalla stagione 2021-2022. Si tratta della terza competizione UEFA per club di prestigio, dopo la UEFA Champions League e la UEFA Europa League. Le ultime 3 squadre sono retrocesse direttamente in Segunda División 2021-2022.

## Squadre partecipanti
| Squadra         | Stagione | Città         | Stadio                        | Stagione precedente                                    |
| --------------- | -------- | ------------- | ----------------------------- | ------------------------------------------------------ |
| Alavés          | dettagli | Vitoria       | Estadio Mendizorrotza         | 16º posto in Primera División                          |
| Athletic Bilbao | dettagli | Bilbao        | San Mamés Barria              | 11º posto in Primera División                          |
| Atlético Madrid | dettagli | Madrid        | Wanda Metropolitano           | 3º posto in Primera División                           |
| Barcellona      | dettagli | Barcellona    | Camp Nou                      | 2º posto in Primera División                           |
| Real Betis      | dettagli | Siviglia      | Benito Villamarín             | 15º posto in Primera División                          |
| Cadice          | dettagli | Cadice        | Ramón de Carranza             | 2º posto in Segunda División, promosso                 |
| Celta Vigo      | dettagli | Vigo          | Balaídos                      | 17º posto in Primera División                          |
| Eibar           | dettagli | Eibar         | Municipal de Ipurua           | 14º posto in Primera División                          |
| Elche           | dettagli | Elche         | Manuel Martínez Valero        | 6º posto in Segunda División, promosso dopo i play-off |
| Getafe          | dettagli | Getafe        | Alfonso Pérez                 | 8º posto in Primera División                           |
| Granada         | dettagli | Granada       | Nuevo Estadio de Los Cármenes | 7º posto in Primera División                           |
| Huesca          | dettagli | Huesca        | El Alcoraz                    | 1º posto in Segunda División, promosso                 |
| Levante         | dettagli | Valencia      | Ciutat de València            | 12º posto in Primera División                          |
| Osasuna         | dettagli | Pamplona      | Estadio Reyno de Navarra      | 10º posto in Primera División                          |
| Real Madrid     | dettagli | Madrid        | Stadio Alfredo Di Stéfano     | 1º posto in Primera División                           |
| Real Sociedad   | dettagli | San Sebastián | Anoeta                        | 6º posto in Primera División                           |
| Siviglia        | dettagli | Siviglia      | Ramón Sánchez-Pizjuán         | 4º posto in Primera División                           |
| Valencia        | dettagli | Valencia      | Mestalla                      | 9º posto in Primera División                           |
| Real Valladolid | dettagli | Valladolid    | Josè Zorrilla                 | 13º posto in Primera División                          |
| Villarreal      | dettagli | Vila-real     | El Madrigal                   | 5º posto in Primera División                           |

## Allenatori e primatisti
| Squadra         | Allenatore                                                        | Calciatore più presente          | Cannoniere                        |
| --------------- | ----------------------------------------------------------------- | -------------------------------- | --------------------------------- |
| Alavés          | Pablo Machín (1ª-18ª) Abelardo (19ª-29ª) Javier Calleja (30ª-38ª) | Fernando Pacheco (38)            | Joselu (11)                       |
| Athletic Bilbao | Gaizka Garitano (1ª-17ª) Marcelino (18ª-38ª)                      | Iñaki Williams (38)              | Álex Berenguer (8)                |
| Atlético Madrid | Diego Simeone                                                     | Jan Oblak Ángel Correa (38)      | Luis Suárez (21)                  |
| Barcellona      | Ronald Koeman                                                     | Pedri Frenkie de Jong (37)       | Lionel Messi (30)                 |
| Betis           | Manuel Pellegrini                                                 | Guido Rodríguez (35)             | Borja Iglesias (11)               |
| Cadice          | Álvaro Cervera                                                    | Jens Jønsson Álvaro Negredo (35) | Álvaro Negredo (8)                |
| Celta Vigo      | Óscar García Junyent (1ª-9ª) Eduardo Coudet (10ª-38ª)             | Nolito (36)                      | Iago Aspas (14)                   |
| Eibar           | José Luis Mendilibar                                              | Kike García (37)                 | Kike García (12)                  |
| Elche           | Jorge Almirón (1ª-23ª) Fran Escribá (24ª-38ª)                     | Raúl Guti (36)                   | Lucas Boyé (7)                    |
| Getafe          | José Bordalás                                                     | Marc Cucurella (37)              | Ángel Rodríguez Jaime Mata (5)    |
| Granada         | Diego Martínez                                                    | Antonio Puertas (35)             | Roberto Soldado (9)               |
| Huesca          | Michel (1ª-18ª) Pacheta (19ª-38ª)                                 | Rafa Mir (38)                    | Rafa Mir (13)                     |
| Levante         | Paco López                                                        | José Morales (38)                | José Morales (13)                 |
| Osasuna         | Jagoba Arrasate                                                   | Rubén García (37)                | Ante Budimir (11)                 |
| Real Madrid     | Zinédine Zidane                                                   | Thibaut Courtois (38)            | Karim Benzema (23)                |
| Real Sociedad   | Imanol Alguacil                                                   | Álex Remiro (38)                 | Alexander Isak (17)               |
| Real Valladolid | Sergio González                                                   | Óscar Plano (36)                 | Fabián Orellana Shon Weissman (6) |
| Siviglia        | Julen Lopetegui                                                   | Youssef En-Nesyri (38)           | Youssef En-Nesyri (18)            |
| Valencia        | Javi Gracia (1ª-34ª) Voro (35ª-38ª)                               | Daniel Wass (35)                 | Carlos Soler (11)                 |
| Villarreal      | Unai Emery                                                        | Sergio Asenjo Daniel Parejo (36) | Gerard Moreno (23)                |

## Classifica finale
|        | Pos. | Squadra         | Pt | G  | V  | N  | P  | GF | GS | DR  |
| ------ | ---- | --------------- | -- | -- | -- | -- | -- | -- | -- | --- |
|        | 1.   | Atlético Madrid | 86 | 38 | 26 | 8  | 4  | 67 | 25 | +42 |
|        | 2.   | Real Madrid     | 84 | 38 | 25 | 9  | 4  | 67 | 28 | +39 |
|        | 3.   | Barcellona      | 79 | 38 | 24 | 7  | 7  | 85 | 38 | +47 |
|        | 4.   | Siviglia        | 77 | 38 | 24 | 5  | 9  | 53 | 33 | +20 |
|        | 5.   | Real Sociedad   | 62 | 38 | 17 | 11 | 10 | 59 | 38 | +21 |
| [ 15 ] | 6.   | Real Betis      | 61 | 38 | 17 | 10 | 11 | 50 | 50 | 0   |
| [ 16 ] | 7.   | Villarreal      | 58 | 38 | 15 | 13 | 10 | 60 | 44 | +16 |
|        | 8.   | Celta Vigo      | 53 | 38 | 14 | 11 | 13 | 55 | 57 | −2  |
|        | 9.   | Granada         | 46 | 38 | 13 | 7  | 18 | 47 | 65 | −18 |
|        | 10.  | Athletic Bilbao | 46 | 38 | 11 | 13 | 14 | 46 | 42 | +4  |
|        | 11.  | Osasuna         | 44 | 38 | 11 | 11 | 16 | 37 | 48 | −11 |
|        | 12.  | Cadice          | 44 | 38 | 11 | 11 | 16 | 36 | 58 | −22 |
|        | 13.  | Valencia        | 43 | 38 | 10 | 13 | 15 | 50 | 53 | −3  |
|        | 14.  | Levante         | 41 | 38 | 9  | 14 | 15 | 46 | 57 | −11 |
|        | 15.  | Getafe          | 38 | 38 | 9  | 11 | 18 | 28 | 43 | −15 |
|        | 16.  | Alavés          | 38 | 38 | 9  | 11 | 18 | 36 | 57 | −21 |
|        | 17.  | Elche           | 36 | 38 | 8  | 12 | 18 | 34 | 55 | −21 |
|        | 18.  | Huesca          | 34 | 38 | 7  | 13 | 18 | 34 | 53 | −19 |
|        | 19.  | Real Valladolid | 31 | 38 | 5  | 16 | 17 | 34 | 57 | −23 |
|        | 20.  | Eibar           | 30 | 38 | 6  | 12 | 20 | 29 | 52 | −23 |

Legenda:
      Campione di Spagna e ammessa alla fase a gironi della UEFA Champions League 2021-2022
      Ammesse alla fase a gironi della UEFA Champions League 2021-2022
      Ammesse alla fase a gironi della UEFA Europa League 2021-2022
      Retrocesse in Segunda División 2021-2022
Note:
Tre punti a vittoria, uno a pareggio, zero a sconfitta.
In caso di arrivo di due squadre a pari punti, la graduatoria verrà stilata in base all'ordine dei seguenti criteri:
- Differenza reti negli scontri diretti
- Differenza reti generale
- Reti realizzate in generale

In caso di arrivo di tre o più squadre a pari punti, la graduatoria verrà stilata in base all'ordine dei seguenti criteri:
- Punti negli scontri diretti (classifica avulsa)
- Differenza reti negli scontri diretti
- Differenza reti generale
- Reti realizzate in generale
- Classifica fair-play stilata a inizio stagione

Nel caso un criterio escluda solamente alcune delle squadre, senza quindi determinare l'ordine completo, tali squadre vengono escluse dal criterio successivo, rimanendo così senza possibilità di posizionarsi meglio.

### Squadra campione
| Formazione tipo | Giocatori (presenze)  |
| --- | --------------------- |
| Oblak Savić Felipe Trippier Hermoso Koke Saúl Carrasco M. Llorente Correa Suárez | Jan Oblak (38)        |
| Oblak Savić Felipe Trippier Hermoso Koke Saúl Carrasco M. Llorente Correa Suárez | Kieran Trippier (28)  |
| Oblak Savić Felipe Trippier Hermoso Koke Saúl Carrasco M. Llorente Correa Suárez | Stefan Savić (33)     |
| Oblak Savić Felipe Trippier Hermoso Koke Saúl Carrasco M. Llorente Correa Suárez | Felipe (31)           |
| Oblak Savić Felipe Trippier Hermoso Koke Saúl Carrasco M. Llorente Correa Suárez | Mario Hermoso (31)    |
| Oblak Savić Felipe Trippier Hermoso Koke Saúl Carrasco M. Llorente Correa Suárez | Koke (37)             |
| Oblak Savić Felipe Trippier Hermoso Koke Saúl Carrasco M. Llorente Correa Suárez | Saúl (33)             |
| Oblak Savić Felipe Trippier Hermoso Koke Saúl Carrasco M. Llorente Correa Suárez | Yannick Carrasco (30) |
| Oblak Savić Felipe Trippier Hermoso Koke Saúl Carrasco M. Llorente Correa Suárez | Marcos Llorente (37)  |
| Oblak Savić Felipe Trippier Hermoso Koke Saúl Carrasco M. Llorente Correa Suárez | Ángel Correa (38)     |
| Oblak Savić Felipe Trippier Hermoso Koke Saúl Carrasco M. Llorente Correa Suárez | Luis Suárez (32)      |
| Altri giocatori: João Félix (31), Thomas Lemar (27), Geoffrey Kondogbia (25), Renan Lodi (23), José Giménez (21), Lucas Torreira (19), Héctor Herrera (16); Vitolo (10), Šime Vrsaljko (9), Moussa Dembélé (5), Ricard (1). |                       |

## Statistiche

### Squadre

#### Capoliste solitarie
|    | —— | —— | —— | —— | —— | ——            | ——            | ——            | ——            | ——            | ——  | ——  | ——  | ——  | ——              | ——              | ——              | ——              | ——              | ——              | ——              | ——              | ——              | ——              | ——              | ——              | ——              | ——              | ——              | ——              | ——              | ——              | ——              | ——              | ——              | ——              | ——              | —— |  |
|    |    |    |    |    |    | Real Sociedad | Real Sociedad | Real Sociedad | Real Sociedad | Real Sociedad | ATM |     |     |     | Atlético Madrid | Atlético Madrid | Atlético Madrid | Atlético Madrid | Atlético Madrid | Atlético Madrid | Atlético Madrid | Atlético Madrid | Atlético Madrid | Atlético Madrid | Atlético Madrid | Atlético Madrid | Atlético Madrid | Atlético Madrid | Atlético Madrid | Atlético Madrid | Atlético Madrid | Atlético Madrid | Atlético Madrid | Atlético Madrid | Atlético Madrid | Atlético Madrid | Atlético Madrid |    |  |
|    |    |    |    |    |    |               |               |               |               |               |     |     |     |     |                 |                 |                 |                 |                 |                 |                 |                 |                 |                 |                 |                 |                 |                 |                 |                 |                 |                 |                 |                 |                 |                 |                 |    |  |
|    |    |    |    |    |    |               |               |               |               |               |     |     |     |     |                 |                 |                 |                 |                 |                 |                 |                 |                 |                 |                 |                 |                 |                 |                 |                 |                 |                 |                 |                 |                 |                 |                 |    |  |
| 1ª | 2ª | 3ª | 4ª | 5ª | 6ª | 7ª            | 8ª            | 9ª            | 10ª           | 11ª           | 12ª | 13ª | 14ª | 15ª | 16ª             | 17ª             | 18ª             | 19ª             | 20ª             | 21ª             | 22ª             | 23ª             | 24ª             | 25ª             | 26ª             | 27ª             | 28ª             | 29ª             | 30ª             | 31ª             | 32ª             | 33ª             | 34ª             | 35ª             | 36ª             | 37ª             | 38ª             |    |  |

#### Classifica in divenire
|                 | 1ª | 2ª | 3ª | 4ª | 5ª | 6ª | 7ª | 8ª | 9ª | 10ª | 11ª | 12ª | 13ª | 14ª | 15ª | 16ª | 17ª | 18ª | 19ª | 20ª | 21ª | 22ª | 23ª | 24ª | 25ª | 26ª | 27ª | 28ª | 29ª | 30ª | 31ª | 32ª | 33ª | 34ª | 35ª | 36ª | 37ª | 38ª |
|                 |    |    |    |    |    |    |    |    |    |     |     |     |     |     |     |     |     |     |     |     |     |     |     |     |     |     |     |     |     |     |     |     |     |     |     |     |     |     |
| --------------- | -- | -- | -- | -- | -- | -- | -- | -- | -- | --- | --- | --- | --- | --- | --- | --- | --- | --- | --- | --- | --- | --- | --- | --- | --- | --- | --- | --- | --- | --- | --- | --- | --- | --- | --- | --- | --- | --- |
| Alavés          | 0  | 0  | 1  | 1  | 4  | 4  | 7  | 8  | 9  | 10  | 13  | 14  | 14  | 14  | 17  | 18  | 18  | 18  | 18  | 18  | 19  | 22  | 22  | 22  | 22  | 22  | 23  | 23  | 23  | 24  | 30  | 31  | 27  | 31  | 32  | 35  | 38  | 38  |
| Athletic Bilbao | 0  | 0  | 3  | 3  | 3  | 6  | 6  | 9  | 9  | 12  | 13  | 13  | 14  | 17  | 18  | 18  | 21  | 21  | 14  | 24  | 24  | 25  | 28  | 29  | 30  | 33  | 34  | 35  | 36  | 37  | 38  | 41  | 42  | 45  | 46  | 46  | 46  | 46  |
| Atlético Madrid | 0* | 0* | 3  | 4  | 5  | 8  | 11 | 14 | 17 | 20  | 23  | 26  | 26  | 29  | 32  | 35  | 38  | 41* | 44  | 47  | 50  | 51  | 54  | 55* | 58  | 59  | 63* | 66  | 66  | 67  | 73  | 73  | 70  | 76  | 77  | 80  | 83  | 86  |
| Barcellona      | 0* | 0* | 3  | 6  | 7  | 7  | 7  | 8  | 11 | 11  | 14  | 14  | 17  | 21  | 24  | 25  | 28  | 34* | 20  | 37  | 40  | 43  | 46  | 47  | 53* | 56  | 59  | 62  | 65  | 65  | 68  | 71  | 71  | 74  | 75  | 76  | 76  | 79  |
| Betis           | 3  | 6  | 6  | 6  | 9  | 9  | 9  | 12 | 12 | 12  | 12  | 15  | 16  | 16  | 19  | 19  | 20  | 23  | 26  | 27  | 30  | 30  | 33  | 36  | 39  | 42  | 42  | 45  | 46  | 47  | 49  | 50  | 48  | 51  | 54  | 55  | 58  | 61  |
| Cadice          | 0  | 3  | 3  | 6  | 7  | 10 | 11 | 14 | 14 | 14  | 15  | 18  | 18  | 18  | 18  | 19  | 20  | 23  | 24  | 24  | 24  | 24  | 24  | 25  | 25  | 28  | 29  | 29  | 32  | 35  | 36  | 37  | 36  | 40  | 43  | 43  | 43  | 44  |
| Celta Vigo      | 1  | 4  | 5  | 5  | 5  | 5  | 6  | 6  | 7  | 7   | 10  | 13  | 16  | 19  | 20  | 23  | 23  | 23  | 23  | 24  | 25  | 26  | 29  | 29  | 30  | 33  | 34  | 34  | 37  | 37  | 38  | 41  | 38  | 44  | 47  | 50  | 53  | 53  |
| Eibar           | 1  | 1  | 1  | 1  | 4  | 5  | 8  | 8  | 9  | 10  | 13  | 14  | 15  | 15  | 15  | 16  | 19  | 19  | 19  | 20  | 20  | 20  | 21  | 21  | 22  | 22  | 22  | 23  | 23  | 23  | 23  | 23  | 23  | 26  | 29  | 30  | 30  | 30  |
| Elche           | 0  | 0  | 0  | 3  | 4  | 7  | 10 | 10 | 11 | 12  | 13  | 14  | 14  | 14  | 15  | 16  | 16  | 16  | 17  | 17  | 17  | 18  | 18  | 21  | 21  | 24  | 24  | 25  | 26  | 26  | 27  | 30  | 26  | 30  | 30  | 30  | 33  | 36  |
| Getafe          | 0  | 3  | 4  | 7  | 7  | 10 | 10 | 11 | 11 | 12  | 13  | 13  | 13  | 16  | 17  | 17  | 17  | 20  | 23  | 23  | 24  | 24  | 24  | 24  | 27  | 27  | 28  | 29  | 30  | 30  | 31  | 34  | 31  | 34  | 34  | 34  | 37  | 38  |
| Granada         | 3  | 6  | 6  | 6* | 7  | 10 | 13 | 14 | 14 | 14  | 14  | 15  | 18  | 21  | 21  | 24  | 24  | 24  | 25  | 28  | 29  | 30  | 30  | 30  | 33  | 33  | 36  | 36  | 36  | 39  | 42  | 42  | 45  | 45  | 45  | 45  | 45  | 46  |
| Huesca          | 1  | 1  | 2  | 3  | 4  | 5  | 5  | 5  | 6  | 7   | 7   | 8   | 11  | 11  | 12  | 12  | 12  | 12  | 12  | 13  | 16  | 16  | 16  | 19  | 20  | 20  | 20  | 21  | 24  | 27  | 27  | 27  | 27  | 30  | 30  | 33  | 33  | 34  |
| Levante         | 0  | 0* | 3  | 3  | 3  | 3  | 4  | 5  | 6  | 7   | 8   | 11  | 11  | 14  | 15  | 18  | 18  | 21  | 22  | 23  | 26  | 27  | 27  | 31* | 32  | 32  | 35  | 35  | 35  | 38  | 38  | 38  | 38  | 38  | 39  | 40  | 40  | 41  |
| Osasuna         | 3  | 3  | 3  | 3  | 6  | 7  | 10 | 10 | 10 | 11  | 11  | 11  | 11  | 11  | 12  | 13  | 14  | 15  | 16  | 19  | 19  | 22  | 25  | 25  | 28  | 28  | 29  | 30  | 31  | 34  | 40  | 40  | 37  | 40  | 41  | 44  | 44  | 44  |
| Real Madrid     | 0* | 1  | 4  | 7  | 10 | 10 | 13 | 16 | 16 | 17  | 17  | 20  | 23  | 29  | 32  | 33  | 36  | 37  | 26  | 40  | 40  | 43  | 49* | 52  | 53  | 54  | 57  | 60  | 63  | 66  | 70  | 71  | 67  | 74  | 75  | 78  | 81  | 84  |
| Real Sociedad   | 1  | 2  | 5  | 5  | 8  | 11 | 14 | 17 | 20 | 23  | 24  | 25  | 26  | 26  | 26  | 29  | 30  | 30  | 26  | 31  | 32  | 35  | 38  | 41  | 42  | 45  | 45  | 45  | 46  | 47  | 50  | 53  | 47  | 53  | 56  | 56  | 59  | 62  |
| Real Valladolid | 1  | 1  | 2  | 2  | 2  | 3  | 3  | 3  | 6  | 9   | 10  | 10  | 13  | 14  | 14  | 15  | 18  | 18  | 19  | 20  | 20  | 20  | 21  | 21  | 22  | 25  | 26  | 27  | 27  | 27  | 28  | 29  | 30  | 31  | 31  | 31  | 31  | 31  |
| Siviglia        | 0  | 0* | 3  | 6  | 7  | 7  | 7  | 7  | 10 | 13  | 16  | 16  | 19  | 20  | 23  | 26  | 27  | 30  | 33  | 36  | 39  | 42  | 45  | 48  | 48  | 48  | 51  | 55* | 58  | 61  | 67  | 70  | 64  | 70  | 71  | 74  | 74  | 77  |
| Valencia        | 3  | 3  | 4  | 7  | 7  | 7  | 7  | 8  | 11 | 12  | 12  | 13  | 14  | 15  | 15  | 15  | 16  | 19  | 20  | 20  | 23  | 24  | 24  | 27  | 27  | 30  | 30  | 33  | 33  | 34  | 35  | 36  | 35  | 36  | 39  | 39  | 42  | 43  |
| Villarreal      | 1  | 4  | 4  | 7  | 8  | 11 | 12 | 15 | 18 | 19  | 20  | 21  | 22  | 25  | 26  | 26  | 29  | 32  | 33  | 34  | 35  | 36  | 36  | 37  | 37  | 37  | 40  | 43  | 46  | 46  | 49  | 49  | 49  | 52  | 52  | 55  | 58  | 58  |

#### Primati stagionali
Squadre
- Maggior numero di vittorie: Atlético Madrid (26)
- Minor numero di sconfitte: Atlético Madrid e Real Madrid (4)
- Migliore attacco: Barcellona (85 gol fatti)
- Miglior difesa: Atlético Madrid (25 gol subiti)
- Miglior differenza reti: Barcellona (+47)
- Maggior numero di pareggi: Real Valladolid (16)
- Minor numero di pareggi: Siviglia (5)
- Maggior numero di sconfitte: Eibar (20)
- Minor numero di vittorie: Real Valladolid (5)
- Peggiore attacco: Getafe (28 gol fatti)
- Peggior difesa: Granada (65 gol subiti)
- Peggior differenza reti: Eibar e Real Valladolid (-23)
- Miglior serie positiva: Atlético Madrid (11, 6ª-17ª giornata)
- Peggior serie negativa: Osasuna (8, 8ª-14ª giornata)

Partite
- Partite con più gol (7): Atlético Madrid-Granada 6-1 (3ª giornata), Barcellona-Betis 5-2 (9ª giornata), Levante-Betis 4-3 (16ª giornata), Huesca-Celta Vigo 3-4 (26ª giornata), Real Sociedad-Barcellona 1-6 (28ª giornata), Celta Vigo-Siviglia 3-4 (30ª giornata) e Barcellona-Getafe 5-2 (31ª giornata)
- Maggior scarto di gol (5): Atlético Madrid-Granada 6-1 (3ª giornata) e Real Sociedad-Barcellona 1-6 (28ª giornata)
- Maggior numero di reti in una giornata: 35 (37ª giornata)

### Individuali

#### Classifica marcatori
| Gol | Rigori |  | Giocatore         | Squadra         |
| --- | ------ |  | ----------------- | --------------- |
| 30  | 3      |  | Lionel Messi      | Barcellona      |
| 23  | 1      |  | Karim Benzema     | Real Madrid     |
| 23  | 10     |  | Gerard Moreno     | Villarreal      |
| 21  | 3      |  | Luis Suárez       | Atlético Madrid |
| 18  |        |  | Youssef En-Nesyri | Siviglia        |
| 17  |        |  | Alexander Isak    | Real Sociedad   |
| 14  | 5      |  | Iago Aspas        | Celta Vigo      |
| 14  |        |  | José Morales      | Levante         |
| 13  | 1      |  | Antoine Griezmann | Barcellona      |
| 13  | 2      |  | Rafa Mir          | Huesca          |
| 12  |        |  | Kiké García       | Eibar           |
| 12  |        |  | Marcos Llorente   | Atletico Madrid |
| 12  | 2      |  | Roger Martí       | Levante         |
| 12  | 1      |  | Santi Mina        | Celta Vigo      |
| 11  | 5      |  | Borja Iglesias    | Betis           |
| 11  |        |  | Ante Budimir      | Osasuna         |
| 11  | 7      |  | Carlos Soler      | Valencia        |
| 11  | 2      |  | Joselu            | Alavés          |
| 11  | 6      |  | Mikel Oyarzabal   | Real Sociedad   |